# Náhlé vyprázdnění ledovcového jezera

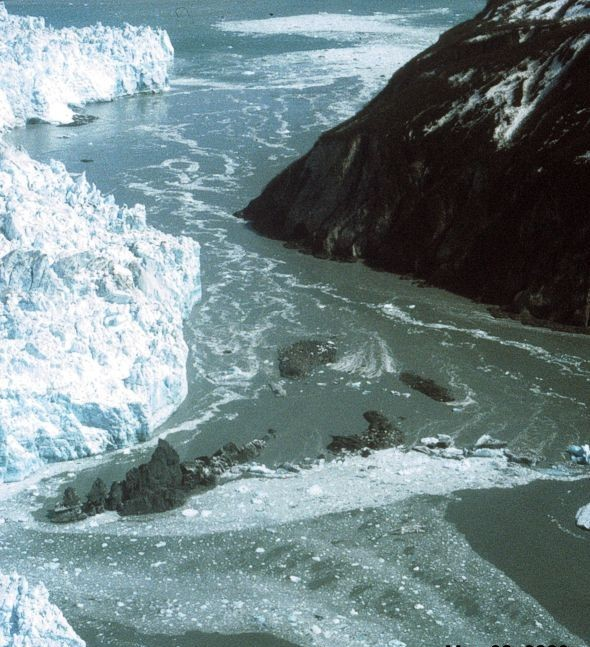
Ledovec Hubbard Glacier na Aljašce, se máčká na Gibert Point v květnu 2002. Ledovec je blízko k přehrazení Russellského fjordu (nahoře) ze zátoky Disenchantment Bay (dole).

Náhlé vyprázdnění ledovcového jezera (GLOF, z anglického glacial lake outburst flood) je typ povodně, která nastane, když se protrhne hráz zadržující ledovcové jezero. Podobná událost, když masa vody obsažená v ledovci taje nebo přetéká z ledovce, se nazývá Jökulhlaup. Hráz může být tvořena ledem z ledovce nebo čelní morénou. K protržení může dojít v důsledku eroze, nahromadění tlaku vody, kamenné nebo sněhové laviny, zemětřesení nebo mrazivého zemětřesení (kryoseismu), sopečné erupce pod ledem nebo masivního vytékání vody z ledovcového jezera, do kterého se zhroutí velká část přilehlého ledovce.

## Definice

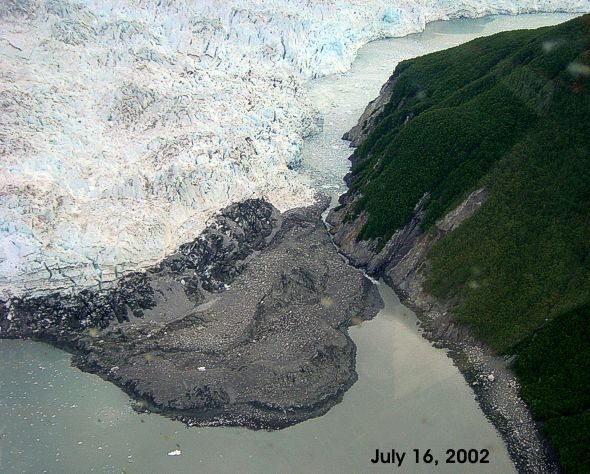
Na tomto snímku Hubbardova ledovce z července 2002 uzavřel ledovec Russell Fjord zátoku Disenchantment Bay. Voda za ledovcem stoupla o 19 m za 10 týdnů a vytvořilo se krátkodobé jezero Russell.

Náhlé vyprázdnění ledovcového jezera je druh povodně, ke které dochází při uvolnění vody přehrady ledovcem nebo morénou. Vodní útvar, který je přehrazen před ledovcem, se nazývá okrajové jezero a vodní útvar, který je ledovcem omezen, se nazývá podledovcové jezero. Když praskne okrajové jezero, lze jev nazvat také jako okrajové odvodnění jezera. Když praskne ledovcové jezero, říká se tomu jökulhlaup .
Jökulhlaup je tedy povodní pod ledovcem. Jökulhlaup je islandský termín a původně odkazoval pouze na povodně pod ledovcem Vatnajökull, které jsou vyvolány sopečnými erupcemi, ale nyní se bere jako pojem pro jakéhokoli náhlé a velké úniky vody pod ledovcem.
Objemy ledovcového jezera se liší, ale mohou pojmout miliony až stovky milionů metrů krychlových vody. Katastrofické protržení obsahujícího led nebo ledovcové sedimenty může tuto vodu uvolňovat po několik minut až dnů. Při těchto událostech byly zaznamenány špičkové toky až 15 000 metrů kubických za sekundu, což naznačuje, že kaňon ve tvaru písmene V normálně malého horského potoka by mohl najednou vyvinout extrémně turbulentní a rychle se pohybující až 50 m vysoký proud. Výplachy ledovcového jezera jsou často spojeny s mohutnou erozí koryta řeky ve strmých morénových údolích, v důsledku čehož se povodňové vrcholy zvyšují, když tečou po proudu, dokud řeka nedosáhne místa, kde se sedimenty usadí. V nivě po proudu to znamená poněkud pomalejší záplavu šíře až 10 km. Oba scénáře představují významné ohrožení života, majetku a infrastruktury.

## Příklady

### Nepál
Přestože v Nepálu dochází k událostem GLOF po mnoho desetiletí, výplach ledovcového jezera Dig Cho, ke kterému došlo v roce 1985, spustil podrobnou studii tohoto jevu. V roce 1996 sekretariát Komise pro vodu a energii (WECS) v Nepálu uvedl, že pět jezer je potenciálně nebezpečných, jmenovitě Dig Tšo, Imja, Lower Barun, Tšo Rolpa a Thulagi, všechna ležící v nadmořských výškách nad 4100 m. Nedávná studie provedená organizacemi ICIMOD a UNEP (UNEP, 2001) uvádí 20 potenciálně nebezpečných jezer v Nepálu. U deseti z nich došlo v uplynulých letech k událostem GLOF a některé se po této události regenerovaly. Další nebezpečná ledovcová jezera mohou existovat v částech Tibetu, které jsou odváděny řekami, které tečou do Nepálu, což zvyšuje možnost vyprázdění v Tibetu, které způsobí poškození v Nepálu. Povodí řeky Gandaki údajně obsahuje 1025 ledovců a 338 jezer.

### Švýcarské Alpy
Katastrofa na ledovci Giétro v roce 1818, při níž zahynulo 44 lidí, se odehrála ve 4 km dlouhém údolí v jihozápadním Švýcarsku. Fatální záplavy byly známy v historických dobách, přičemž 140 úmrtí bylo poprvé zaznamenáno v roce 1595. Po zvětšení ledovce během „ Roku bez léta “ se z hromadění padajících séraků začal formovat ledový kužel. V průběhu roku 1816 se údolí naplnilo jezerem, které se na jaře roku 1817 vyprázdnilo. Na jaře roku 1818 měřilo jezero asi 2 km na délku. Aby zastavil rychlý vzestup vod, rozhodl se kantonský inženýr Ignaz Venetz vyvrtat propustní díru skrz led, tunelovat z obou stran proti proudu a po proudu ledové přehrady ve výšce asi 20 metrů nad hladinou jezera. Lavina přerušila práci, a proto byl z bezpečnostních důvodů vyvrtán sekundární tunel, protože vody stouply do 10 metrů níže. Nebezpečné odlupování ledu zdržovalo práce, až byla 4. června konečně dokončena 198 metrů dlouhá díra několik dní před tím, než 13. června začalo jezero unikat přes umělý vodopád. Venetz varoval obyvatele údolí před nebezpečím, protože voda také unikla ze základny kužele. Kužel však začal praskat 16. června ráno a v 16.30 došlo k prasknutí ledové přehrady a do údolí pod ním odteklo 18 milionů m3 povodňové vody.